# Bonamus amabilis
Bonamus amabilis är en insektsart som beskrevs av Rauno E. Linnavuori och Heller 1961. Bonamus amabilis ingår i släktet Bonamus och familjen dvärgstritar. Inga underarter finns listade i Catalogue of Life.